# Comportamento pozzolanico
Il comportamento pozzolanico di un materiale è la sua capacità di reagire con l'idrossido di calcio per formare composti idraulici simili a quelli che si generano durante l'idratazione del clinker di cemento Portland. 

## Origini del nome
Il termine deriva dalla Pozzolana o Pulvis Puteolana, una roccia piroclastica tipica della zona di Pozzuoli, dotata di grande reattività nei confronti della calce.

## Tipologia dei materiali
I materiali a comportamento pozzolanico o ad attività pozzolanica sono sostanze naturali o sottoprodotti industriali (pozzolane industriali, ceneri volanti, ecc.) che hanno una struttura amorfa o parzialmente cristallina e sono costituiti da silice, da silico-alluminati o da una combinazione di questi.

## Impieghi
I materiali ad attività pozzolanica vengono utilizzati come costituenti di cementi quali il cemento pozzolanico, il cemento portland alla pozzolana, il cemento portland alle ceneri volanti, ecc., secondo la classificazione riportata dalla norma UNI EN 197-1.